# Sfragistyka

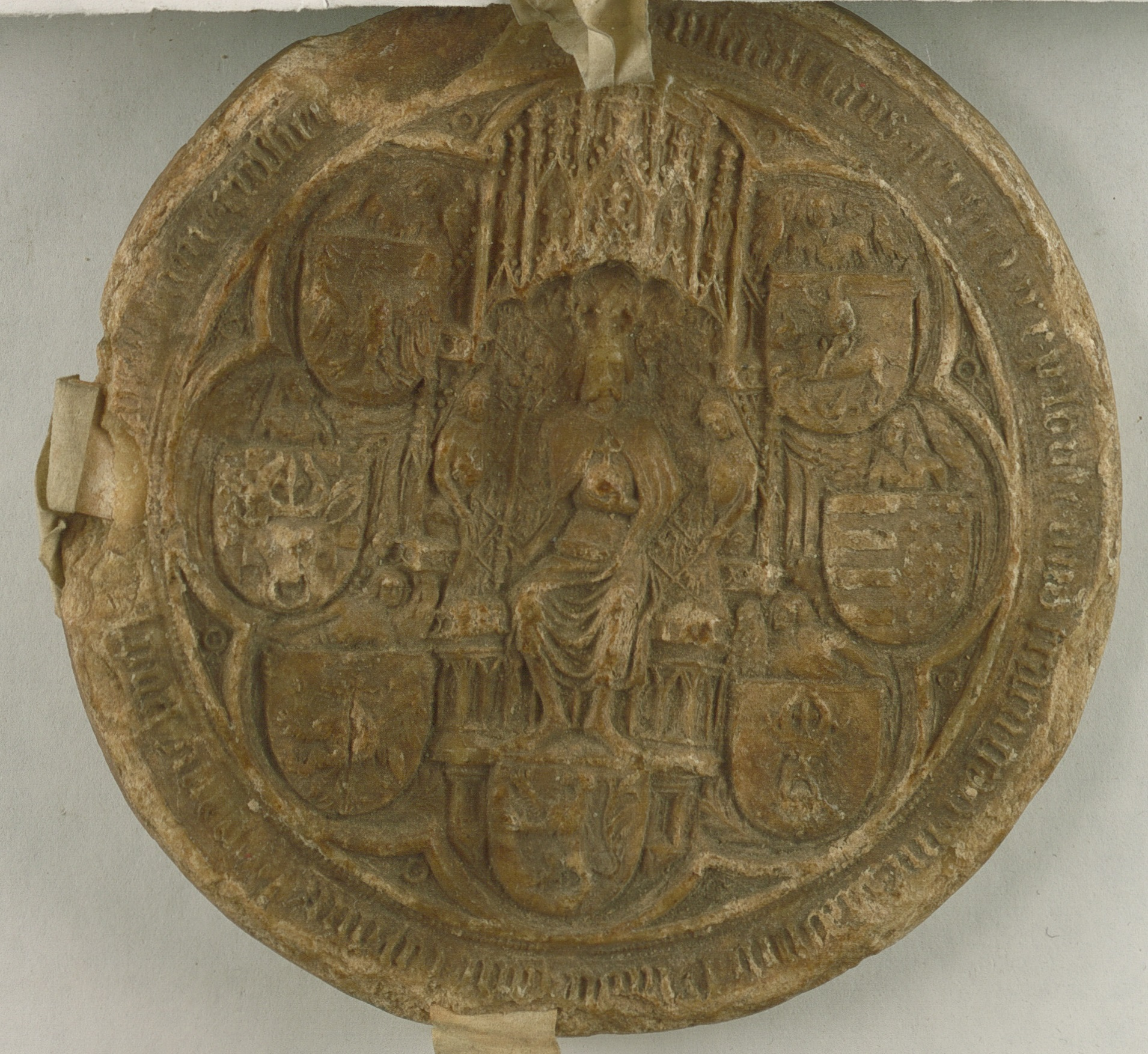
Pieczęć majestatyczna Władysława II Jagiełły, 1411.

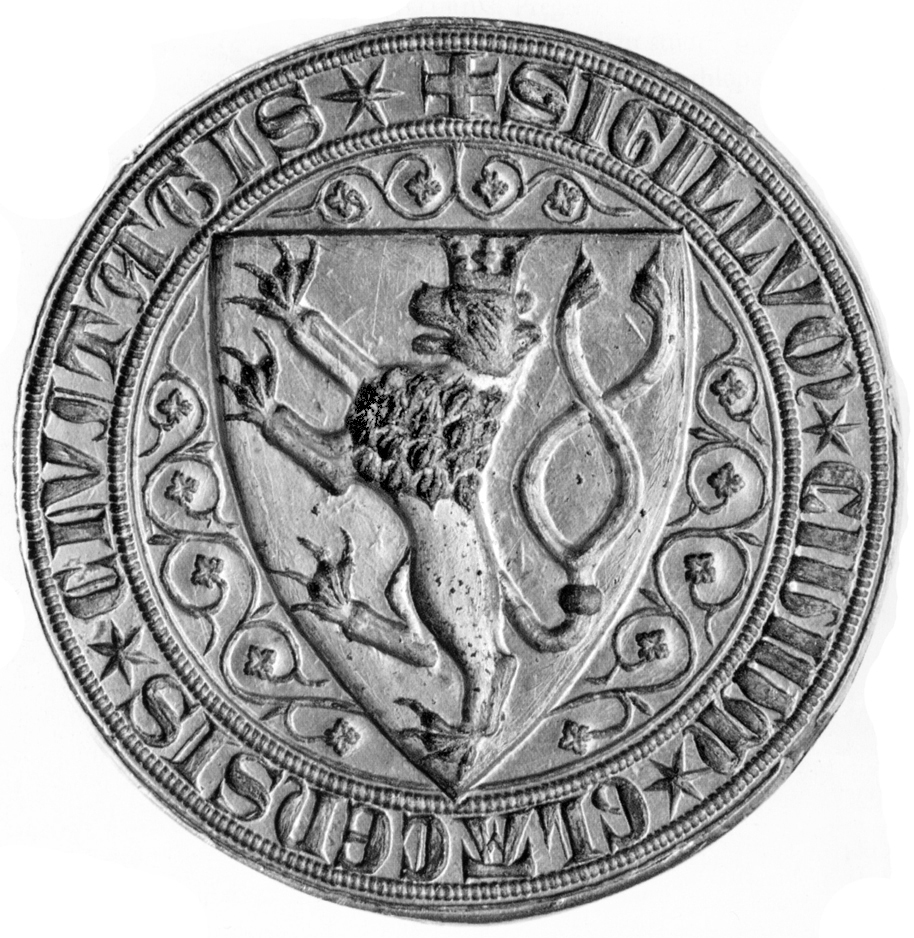
Wielka pieczęć miasta Kłodzka z XIII w.

Sfragistyka (od stgr. σφραγίς – „pieczęć”), również zwana sygillografią (od łac. sigillum – pieczęć) – jedna z nauk pomocniczych historii, zajmująca się badaniem pieczęci jako źródeł historycznych, a także ich historią, powstawaniem itp.
Początkowo badania nad pieczęciami traktowano jako element dyplomatyki oraz wykorzystywano w praktyce sądowej i kancelaryjnej. Badania te do celów naukowych jako pierwsi wykorzystali Jean Mabillon (w dziele: De re diplomatica libri sex, 1681 r.) i Jan Michał Heineccius (w dziele: De vertibus Germanorum aliorumque nationum sigillis, 1709 r.). W XVIII wieku po raz pierwszy użyto terminu sfragistyka. Wówczas też rozpoczął się proces wyodrębniania jej jako samodzielnej nauki, co ostatecznie dokonało się w XIX wieku. Pod koniec XIX wieku Hermann Grotefend i Freidrich Karl Hohenlohe-Waldenburg stworzyli system klasyfikacji formalnej pieczęci. Wydawano także albumy sygillograficzne, studia szczegółowe i podręczniki sfragistyczne.
W Polsce badaniami nad pieczęcią jako pierwszy zajął się Joachim Lelewel, a jego prace w zakresie sfragistyki kontynuowali między innymi: Kazimierz Stronczyński, Marian Gumowski, Marian Haisig i Sylwiusz Mikucki. Natomiast w ostatnich latach najaktywniejszym historykiem w tym zakresie był Stefan Kuczyński.
Istnieje też sfragistyka kryminalistyczna – badanie pieczęci w ujęciu kryminalistycznym, jako przedmiotu lub środka przestępstwa.

## Klasyfikacja pieczęci
Istnieje kilka klasyfikacji pieczęci ze względu na kształt, wyobrażenie pieczętne oraz rodzaje pieczęci wynikające z pozycji wystawcy.

### Kształty pieczęci
- kolista (okrągła) – sfragistyka monarsza
- owalna – sfragistyka monarsza
- ostroowalna (w poziomie i w pionie) – sfragistyka kościelna, rzadko w sfragistyce kobiet z wyższych warstw feudalnych
- tarczowa – sfragistyka rycerska, wprowadzenie znaku herbowego do pieczęci
- wieloboczna – sfragistyka mieszczańska i szlachecka
- inne: czworoboczna (kwadratowa, podłużnie lub poprzecznie prostokątna), trójłukowa, czterołukowa[4].

### Wyobrażenia pieczętne
Określone wyobrażenia ewoluowały w miarę jak zmieniały się funkcje pieczęci i ich znaczenie.
1. Pieczęcie portretowe, które z kolei możemy podzielić na majestatyczne, piesze, konne i pontyfikalne (tj. kapłańskie).
2. Pieczęcie obrazowe, które wykorzystują różne motywy zależnie od wystawcy. Mogą zawierać elementy topograficzne, a więc budowle, fragmenty architektury, wyobrażenia zwierząt, bestii, motywów roślinnych, narzędzia rzemieślnicze oraz hagiograficzne, czyli sceny z życia świętych.
3. Pieczęcie herbowe zawierające tarczę herbową, czasem także klejnot herbowy lub inne elementy herbu.
4. Pieczęcie pismowe zawierające inicjały lub dewizy prywatnego wystawcy lub instytucji, która pieczęć wystawiła[5].

### Rodzaje pieczęci
Rodzaje pieczęci wynikają z godności społecznej wystawcy. Mamy więc:
- Pieczęć papieską, która od czasów papieża Paschalisa II ustaliła swój konserwatywny styl sfragistyczny[6]. Pieczęć papieska wykonana jest z metalu (zwyczaj wykonywania pieczęci z metalu jest znany nie tylko papiestwu, w taki sposób wykonywano pieczęcie w Republice Weneckiej, Bizancjum i krajach związanych z nim cywilizacyjnie, np. na Rusi)[7]. Pieczęć papieska zwana „Pieczęcią Rybaka” posiada z jednej strony twarze Piotra i Pawła, a z drugiej imię aktualnie urzędującego papieża[6].
- Pieczęć monarszą, którą możemy podzielić na pieczęci cesarskie, królewskie i książęce. Były to z reguły pieczęcie majestatyczne, piesze lub konne[8].
- Pieczęcie osób duchownych takich jak biskupi, opaci czy urzędnicy kościelni[9].
- Pieczęcie rycerskie, będące pieczęciami herbowymi[9].
- Pieczęć państwowa, w monarchii tożsama z pieczęcią monarszą, w innych ustrojach ustanawiana przez rząd[9].
- Pieczecie mieszczańskie, które zawierają tzw. herby mieszczańskie (gmerki) będące prostymi symbolami graficznymi.
- Pieczęcie miejskie wystawiane przez instytucje samorządu miejskiego, są przeważnie pieczęciami obrazowymi[10].
- Pieczęcie wiejskie, choć są znaleziskami niezwykle rzadkimi, istniały i funkcjonowały na podobnych zasadach, co pieczęcie miejskie. Były na nich odciskane wyobrażenia narzędzi rolniczych lub cechy lokalnej topografii[11].
- Pieczęcie korporacji takich jak uniwersytety, cechy, gildie, inne instytucje prywatne[12].

### Kolory pieczęci
Barwy odcisku pieczętnego były zróżnicowane ze względu na różnorodność materiałów stosowanych w sfragistyce (były to m.in. metale, wosk, lak, farby, tusze, niekiedy glina, a nawet ciasto czy papier). Dodatkowo recepty poszczególnych aktotwórców lub osób przygotowujących materiał pieczętny niekiedy znacznie różniły się od siebie. Materiał pieczętny (zwłaszcza wosk i lak) często dodatkowo barwiono w celu dodania splendoru dokumentowi lub aby podnieść wartość estetyczną pieczęci. Najpopularniejsze barwy to zielona i czerwona. Rzadziej pojawiały się kolory niebieskie, czarne, białe. Kolor czerwony od późnego średniowiecza traktowany był jako zarezerwowany dla kancelarii władców, jednakże zdarzały się przypadki używania go przez innych aktotwórców, najczęściej po uzyskaniu odpowiedniego przywileju. Pieczęcie białe używane były m.in. przez niektóre zakony, a wcześniej w kancelarii merowińskiej. W początkowym okresie rozwoju sztuki dyplomatycznej nie przywiązuje się zbyt wielkiej wagi do kolorystyki odcisków, później jednak, mniej więcej od XIII wieku, barwa staje się jednym z kluczowych ich atrybutów. Wosk niebarwiony jest barwy brudnobiałej, niekiedy kremowej lub jasnobrązowej.